# 朝吹四郎
朝吹 四郎（あさぶき しろう、1915年〈大正4年〉10月26日 - 1988年〈昭和63年〉9月18日）は昭和時代の日本の建築家。日本建築家協会会員。

## 略歴
1915年（大正4年）10月26日、実業家朝吹常吉・磯子の四男として東京市築地明石町に生まれた。慶應義塾幼稚舎で学童期を過ごし、1933年（昭和8年）、慶應義塾普通部を卒業した。その後イギリスにわたってケンブリッジ大学で建築学を学び、1938年（昭和13年）には同大学を卒業して「建築学士」の称号を得た。帰国後の1939年、千代田設計事務所を開設した。1949年（昭和24年）、朝吹設計事務所開設、1951年には朝吹一級建築士事務所を東京に創設して、その代表となった。1957年、日本建築家協会会員となっている。
駐日フィンランド大使館をはじめ、ベルギー王国、インド、マレーシア、カンボジア、ニュージーランド、ビルマなど8か国の駐日大使館の設計を手がけた。また、石橋記念館、ブリヂストン芝浦ビル、富士急ハイランド・リゾート、富士急富士宮ビルといった公共建築物の設計、さらに、ブリヂストン三河台社宅、三菱銀行賢島荘など住宅建築の設計を数多く担当した。
1960年（昭和35年）、ベルギーよりシュバリエ・ド・ロルドル・ド・ラ・クーロンヌ勲章を、1976年（昭和41年）にはカンボジアよりオフィシエ・ソワタラ勲章を授与された。趣味はテニス・スキーなど。
1988年（昭和63年）9月18日午前8時26分、心不全のため東京都新宿区の慶応病院で死去。享年72。

## 親族
父は実業家で三越社長や帝国生命保険（現・朝日生命保険）社長を務めた朝吹常吉。
母は歌人でテニスプレイヤーでもあった朝吹磯子。
兄に朝吹英一、正二、三吉、妹に朝吹登水子。
妻の登茂子は内閣総理大臣も務めた山本権兵衛の孫で、伯爵山本清の三女である。
長女の登志子は東園基文と東園佐和子（明治天皇の孫）の長男東園基政の妻となった。二女の雅子（慶応大学卒）はハリウッド化粧品社長、牛山勝利（牛山清人の子）の妻。